# Чернухинская волость (Славяносербский уезд)
Черну́хинская во́лость — историческая административно-территориальная единица Славяносербского уезда Екатеринославской губернии.
По состоянию на 1886 год состояла из 3 поселений, 2 сельских общин. Население — 5 864 лица (2 865 мужского пола и 2 999 — женского), 792 дворовых хозяйства.
|                       | Площадь, десятин | В том числе пахотной, дес. |
| --------------------- | ---------------- | -------------------------- |
| Сельских общин        | 13779            | 11170                      |
| Частной собственности | —                | -                          |
| Другой собственности  | 252              | 42                         |
| В целом               | 14031            | 11212                      |

Основные поселения волости:
- Чернухино — собственническое село при реке Чернуха в 55 верстах от уездного города, 2 691 лицо, 327 дворов, православная церковь, школа, 2 лавки, рейнский погреб, 3 ярмарки в год. За 2 версты — железнодорожная казарма.
- Ольховатка — собственническое село при реках Ольховатка и Булавина, 2 848 лица, 402 двор, 2 лавки, рейнский погреб, 3 ярмарки в год.